# 湄公锥
湄公锥（学名：Castanopsis mekongensis）为壳斗科锥属下的一个种。

## 扩展阅读
- 維基物種上的相關：湄公锥